# THE BEST OF DETECTIVE CONAN
『THE BEST OF DETECTIVE CONAN』（ザ・ベスト・オブ・ディティクティブ・コナン）は、青山剛昌原作のテレビアニメ『名探偵コナン』のテーマ曲集。現在までに7枚発売されている。

## 概要
1997年以降、ほぼ一貫して『名探偵コナン』の主題歌を担当しているビーイング（現・B ZONE）の傘下レーベルであるB-Gram RECORDS（1作目のみZAIN RECORDS）によって発売されている企画盤コンピレーション・アルバムシリーズ。
1997年から2000年代前半は、このアニメのタイアップソングは必ずといっていいほどヒットにつながっている。この背景にはB'zやZARD、DEENなどの90年代を代表するアーティストや、デビュー曲でノンタイアップながら、ミリオンヒットを記録した倉木麻衣が楽曲に携わっていることが挙げられる。また、小松未歩、愛内里菜、rumania montevideo、GARNET CROW、三枝夕夏 IN dbなどはこのアニメのタイアップによって一躍ブレイクした。
| #   | 発売日         | タイトル                                                    | フォーマット | 規格品番    | レーベル       | オリコン最高位 |
| --- | -------------- | ----------------------------------------------------------- | ------------ | ----------- | -------------- | -------------- |
| 1st | 2000年11月29日 | THE BEST OF DETECTIVE CONAN 〜名探偵コナン テーマ曲集〜     | CD           | ZACL-1055   | ZAIN RECORDS   | 2位            |
| 2nd | 2003年12月10日 | THE BEST OF DETECTIVE CONAN 2 〜名探偵コナン テーマ曲集2〜  | CD+DVD       | JBCJ-9005   | B-Gram RECORDS | 3位            |
| 2nd | 2003年12月10日 | THE BEST OF DETECTIVE CONAN 2 〜名探偵コナン テーマ曲集2〜  | CD           | JBCJ-9007   | B-Gram RECORDS | 3位            |
| 3rd | 2006年12月13日 | THE BEST OF DETECTIVE CONAN 〜The Movie Themes Collection〜 | CD           | JBCJ-9021   | B-Gram RECORDS | 29位           |
| 4th | 2008年8月6日   | THE BEST OF DETECTIVE CONAN 3 〜名探偵コナン テーマ曲集3〜  | 2CD          | JBCJ-9030/1 | B-Gram RECORDS | 5位            |
| 5th | 2011年12月14日 | THE BEST OF DETECTIVE CONAN 4 〜名探偵コナン テーマ曲集4〜  | CD+DVD       | JBCJ-9042/3 | B-Gram RECORDS | 5位            |
| 5th | 2011年12月14日 | THE BEST OF DETECTIVE CONAN 4 〜名探偵コナン テーマ曲集4〜  | CD           | JBCJ-9044/5 | B-Gram RECORDS | 5位            |
| 6th | 2014年10月22日 | THE BEST OF DETECTIVE CONAN 5 〜名探偵コナン テーマ曲集5〜  | CD+DVD       | JBCJ-9051   | B-Gram RECORDS | 2位            |
| 6th | 2014年10月22日 | THE BEST OF DETECTIVE CONAN 5 〜名探偵コナン テーマ曲集5〜  | CD           | JBCJ-9052   | B-Gram RECORDS | 2位            |
| 7th | 2020年3月25日  | THE BEST OF DETECTIVE CONAN 6 〜名探偵コナン テーマ曲集6〜  | 2CD          | JBCJ‐9064/5 | B-Gram RECORDS | 6位            |
| 7th | 2020年3月25日  | THE BEST OF DETECTIVE CONAN 6 〜名探偵コナン テーマ曲集6〜  | 2CD          | JBCJ‐9066/7 | B-Gram RECORDS | 6位            |

## THE BEST OF DETECTIVE CONAN 〜名探偵コナン テーマ曲集〜
『THE BEST OF DETECTIVE CONAN 〜名探偵コナン テーマ曲集〜』（ザ・ベスト・オブ・ディテクティヴ・コナン めいたんていコナン テーマきょくしゅう）は、青山剛昌原作のテレビアニメ『名探偵コナン』のテーマ曲集第1弾。

### 概要
- 収録曲は、レコード会社が違うため収録されていないTHE HIGH-LOWSの「胸がドキドキ」、VELVET GARDENの「Feel Your Heart」、TWO-MIXの「TRUTH〜A Great Detective of Love〜」を除く3代目オープニング以降から5曲[注釈 1]と、3代目エンディング以降から8曲、劇場版の主題歌から3曲を収録。
- ZARDの「運命のルーレット廻して」は、1999年5月発売のベスト・アルバム『ZARD BEST The Single Collection 〜軌跡〜』に収録されたリミックスバージョンであり、オンエア時のバージョンでもシングルバージョンでもない。シングルバージョンは15周年記念のベストアルバム『Golden Best 〜15th Anniversary〜』に初めて収録され、オンエア時のバージョンは長年音源化されていなかった。2012年1月発売の『ZARD ALBUM COLLECTION 〜20th ANNIVERSARY〜』に付属するPREMIUM DISCに、第113話以降に放送された後期のバージョンが収録され、商品化されたが、初期のバージョンは2022年現在も未商品化のままである。
- B'zの「ギリギリchop」「ONE」の2曲は、ともに当時アルバム未収録で、「ギリギリchop」はアルバム収録こそしていたものの、MR. BIGのメンバーが参加しているアルバムバージョンであり、シングルバージョンが収録されているアルバムは、2005年11月にベストアルバム『B'z The Best "Pleasure II"』が発売されるまではこの作品だけであった。
- 初登場では7位にランクインし、TOP10に11週ランクイン、累計でミリオンセラーを達成（オリコン調べ）。その後も売り上げを伸ばし、翌2001年のオリコン年間アルバムチャートで22位にもランクイン。日本におけるアニメ・子供向け番組のコンピレーション・アルバムとしては、1976年の『およげ!たいやきくん』を上回り歴代1位の売上枚数となった[1]。現在までに160万枚以上を売り上げている[2]。オリコンでは週間最高2位[3]だが、プラネット[4]とサウンドスキャンジャパン[5]では週間1位を獲得している。
- 11曲目の「Free magic」において、「Free masic」という誤表記が生じている。

### 収録曲
| #         | タイトル                                       | 作詞      | 作曲       | 編曲               | 備考 | 時間  |
| --------- | ---------------------------------------------- | --------- | ---------- | ------------------ | --- | ----- |
| 1.        | 「謎」(小松未歩)                               | 小松未歩  | 小松未歩   | 古井弘人           | オープニングテーマ 1997年4月7日 - 1998年3月23日                                                                             | 4:38  |
| 2.        | 「運命のルーレット廻して」(ZARD)               | 坂井泉水  | 栗林誠一郎 | 池田大介           | オープニングテーマ 1998年4月13日 - 1998年11月9日                                                                            | 5:15  |
| 3.        | 「ギリギリchop」(B'z)                          | 稲葉浩志  | 松本孝弘   | 松本孝弘・稲葉浩志 | オープニングテーマ 1999年5月3日 - 1999年11月8日                                                                             | 4:02  |
| 4.        | 「Mysterious Eyes」(GARNET CROW)               | AZUKI七   | 中村由利   | 古井弘人           | オープニングテーマ 1999年11月15日 - 2000年8月21日                                                                           | 4:30  |
| 5.        | 「恋はスリル、ショック、サスペンス」(愛内里菜) | 愛内里菜  | 大野愛果   | 尾城九龍           | オープニングテーマ 2000年8月28日 - 2001年4月16日                                                                            | 4:56  |
| 6.        | 「光と影のロマン」(宇徳敬子)                   | 宇徳敬子  | 宇徳敬子   | 池田大輔           | エンディングテーマ 1997年3月17日 - 1997年8月4日                                                                             | 4:49  |
| 7.        | 「君がいない夏」(DEEN)                         | 小松未歩  | 小松未歩   | 池田大介           | エンディングテーマ 1997年8月11日 - 1997年12月1日                                                                            | 4:24  |
| 8.        | 「願い事ひとつだけ」(小松未歩)                 | 小松未歩  | 小松未歩   | 古井弘人           | エンディングテーマ 1997年12月8日 - 1998年7月6日                                                                             | 4:43  |
| 9.        | 「氷の上に立つように」(小松未歩)               | 小松未歩  | 小松未歩   | 古井弘人           | エンディングテーマ 1998年7月13日 - 1999年1月18日                                                                            | 3:56  |
| 10.       | 「Still for your love」(rumania montevideo)    | 三好真美  | 三好誠     | 古井弘人・三好誠   | エンディングテーマ 1999年1月25日 - 1999年7月12日                                                                            | 4:24  |
| 11.       | 「Free Magic」(WAG)                            | AZUKI七   | 三好誠     | 古井弘人           | エンディングテーマ 1999年7月19日 - 2000年2月7日                                                                             | 4:00  |
| 12.       | 「Secret of my heart」(倉木麻衣)               | 倉木麻衣  | 大野愛果   | Cybersound         | エンディングテーマ 2000年2月14日 - 2000年8月21日                                                                            | 4:26  |
| 13.       | 「夏の幻」(GARNET CROW)                        | AZUKI七   | 中村由利   | 古井弘人           | エンディングテーマ 2000年8月28日 - 2000年12月18日                                                                           | 3:58  |
| 14.       | 「少女の頃に戻ったみたいに」(ZARD)             | 坂井泉水  | 大野愛果   | 池田大介           | 映画『名探偵コナン 14番目の標的』主題歌 『THE BEST OF DETECTIVE CONAN 〜The Movie Themes Collection〜』にも収録されている   | 5:10  |
| 15.       | 「ONE」(B'z)                                   | 稲葉浩志  | 松本孝弘   | 松本孝弘・稲葉浩志 | 映画『名探偵コナン 世紀末の魔術師』主題歌 『THE BEST OF DETECTIVE CONAN 〜The Movie Themes Collection〜』にも収録されている | 4:09  |
| 16.       | 「あなたがいるから」(小松未歩)                 | 小松未歩  | 小松未歩   | 池田大介           | 映画『名探偵コナン 瞳の中の暗殺者』主題歌 『THE BEST OF DETECTIVE CONAN 〜The Movie Themes Collection〜』にも収録されている | 4:37  |
| 合計時間: | 合計時間:                                      | 合計時間: | 合計時間:  | 合計時間:          | 合計時間: | 71:57 |

## THE BEST OF DETECTIVE CONAN 2 〜名探偵コナン テーマ曲集2〜
『THE BEST OF DETECTIVE CONAN 2 〜名探偵コナン テーマ曲集2〜』（ザ・ベスト・オブ・ディテクティヴ・コナン・ツー めいたんていコナン テーマきょくしゅうツー）は、テレビアニメ『名探偵コナン』のテーマ曲集第2弾。

### 概要
- ZAIN RECORDSがB-Gram RECORDSに吸収されたため、今作以降はB-Gram RECORDSからリリースされている。
- 9代目オープニングから5曲と、11代目エンディングから8曲、劇場版の主題歌から3曲[注釈 2]を収録。
- 初回盤と通常盤の2形態で発売され、初回盤には本作収録楽曲が使用されているオープニングとエンディングの映像が、ノンテロップで収録されているDVDが付属[注釈 3]。
- クリスマスシーズンに発売だったので、初回限定盤のDVD付は、ケースが葉っぱになっている。
- 収録アーティストの上原あずみの契約解除（契約違反）によってメーカーから回収されたため、現在は廃盤になっている。
- ZARDの「明日を夢見て」は、シングルバージョンをもとにリミックスされたロンドンリマスタリングバージョンで、このアルバムにしか収録されていない。
- 累計で70万枚以上を売り上げている[2]。

### 収録曲
| #         | タイトル                                           | 作詞                | 作曲        | 編曲                                   | 備考 | 時間  |
| --------- | -------------------------------------------------- | ------------------- | ----------- | -------------------------------------- | --- | ----- |
| 1.        | 「always」(倉木麻衣)                               | 倉木麻衣            | 大野愛果    | Cybersound                             | 映画『名探偵コナン 天国へのカウントダウン』主題歌 エンディングテーマ 2001年5月14日 - 2001年8月20日 『THE BEST OF DETECTIVE CONAN 〜The Movie Themes Collection〜』にも収録されている | 4:09  |
| 2.        | 「Everlasting」(B'z)                               | 稲葉浩志            | 松本孝弘    | 松本孝弘・稲葉浩志・池田大介・徳永暁人 | 映画『名探偵コナン ベイカー街の亡霊』主題歌 『THE BEST OF DETECTIVE CONAN 〜The Movie Themes Collection〜』にも収録されている                                                        | 3:42  |
| 3.        | 「Time after time〜花舞う街で〜」(倉木麻衣)        | 倉木麻衣            | 大野愛果    | Cybersound                             | 映画『名探偵コナン 迷宮の十字路』主題歌 『THE BEST OF DETECTIVE CONAN 〜The Movie Themes Collection〜』にも収録されている                                                            | 4:03  |
| 4.        | 「destiny」(松橋未樹)                              | 麻越さとみ          | 間島和伸    | 清水俊也                               | オープニングテーマ 2001年4月23日 - 2001年11月19日 | 4:15  |
| 5.        | 「Winter Bells」(倉木麻衣)                         | 倉木麻衣            | 徳永暁人    | 徳永暁人                               | オープニングテーマ 2001年11月26日 - 2002年3月4日 | 4:40  |
| 6.        | 「I can't stop my love for you♥」(愛内里菜)        | 愛内里菜            | 川島だりあ  | 尾城九龍                               | オープニングテーマ 2002年3月11日 - 2003年1月13日 | 4:20  |
| 7.        | 「風のららら」(倉木麻衣)                           | 倉木麻衣            | 春畑道哉    | Cybersound                             | オープニングテーマ 2003年1月20日 - 2003年8月18日 | 4:23  |
| 8.        | 「君と約束した優しいあの場所まで」(三枝夕夏 IN db) | 三枝夕夏            | 小澤正澄    | 小澤正澄                               | オープニングテーマ 2003年8月25日 - 2004年3月15日 | 4:53  |
| 9.        | 「Start in my life」(倉木麻衣)                     | 倉木麻衣            | 大野愛果    | Cybersound                             | エンディングテーマ 2001年1月8日 - 2001年5月7日 | 5:10  |
| 10.       | 「青い青いこの地球に」(上原あずみ)                 | 上原あずみ・AZUKI七 | 大野愛果    | 尾城九龍                               | エンディングテーマ 2001年8月27日 - 2002年1月21日 | 3:52  |
| 11.       | 「夢みたあとで」(GARNET CROW)                      | AZUKI七             | 中村由利    | 古井弘人                               | エンディングテーマ 2002年1月28日 - 2002年7月22日 | 5:02  |
| 12.       | 「無色」(上原あずみ)                               | 上原あずみ          | K's letters | 徳永暁人                               | エンディングテーマ 2002年7月29日 - 2002年11月4日 | 4:15  |
| 13.       | 「Overture」(稲葉浩志)                             | 稲葉浩志            | 稲葉浩志    | 稲葉浩志・池田大介                     | エンディングテーマ 2002年11月18日 - 2003年1月20日 | 4:20  |
| 14.       | 「明日を夢見て」(ZARD)                             | 坂井泉水            | 大野愛果    | 小林哲                                 | エンディングテーマ 2003年1月27日 - 2003年7月14日 | 4:36  |
| 15.       | 「君という光」(GARNET CROW)                        | AZUKI七             | 中村由利    | 古井弘人                               | エンディングテーマ 2003年7月28日 - 2004年2月2日 | 5:12  |
| 合計時間: | 合計時間:                                          | 合計時間:           | 合計時間:   | 合計時間:                              | 合計時間: | 66:52 |

## THE BEST OF DETECTIVE CONAN 〜The Movie Themes Collection〜
『THE BEST OF DETECTIVE CONAN 〜The Movie Themes Collection〜』（ザ・ベスト・オブ・ディテクティヴ・コナン ザ・ムービー・テーマズ・コレクション）は、青山剛昌原作劇場版アニメ『名探偵コナン』の第1作から第10作までの主題歌集。

### 概要
- 劇場版10周年を記念して発売された。「Happy Birthday」を除くすべての曲目が前2作および次のアルバムに収録されている。
- ビーイングでない歌手の曲が収録されなかった『THE BEST OF DETECTIVE CONAN 〜名探偵コナン テーマ曲集〜』とは違い、本作ではビーイングでない歌手である杏子（所属はオフィスオーガスタ）の曲が収録されている。

### 収録曲
| #         | タイトル                                    | 作詞       | 作曲       | 編曲                                   | 備考 | 時間  |
| --------- | ------------------------------------------- | ---------- | ---------- | -------------------------------------- | --- | ----- |
| 1.        | 「ゆるぎないものひとつ」(B'z)               | 稲葉浩志   | 松本孝弘   | 松本孝弘・稲葉浩志・徳永暁人           | 映画『名探偵コナン 探偵たちの鎮魂歌』主題歌 『THE BEST OF DETECTIVE CONAN 3 〜名探偵コナン テーマ曲集3〜』にも収録されている | 4:37  |
| 2.        | 「夏を待つセイル(帆)のように」(ZARD)        | 坂井泉水   | 大野愛果   | 葉山たけし                             | 映画『名探偵コナン 水平線上の陰謀』主題歌 『THE BEST OF DETECTIVE CONAN 3 〜名探偵コナン テーマ曲集3〜』にも収録されている。 | 4:33  |
| 3.        | 「Dream×Dream」(愛内里菜)                   | 愛内里菜   | 徳永暁人   | corin.                                 | 映画『名探偵コナン 銀翼の奇術師』主題歌 『THE BEST OF DETECTIVE CONAN 3 〜名探偵コナン テーマ曲集3〜』にも収録されている     | 5:18  |
| 4.        | 「Time after time〜花舞う街で〜」(倉木麻衣) | 倉木麻衣   | 大野愛果   | Cybersound                             | 映画『名探偵コナン 迷宮の十字路』主題歌                                                                                      | 4:03  |
| 5.        | 「Everlasting」(B'z)                        | 稲葉浩志   | 松本孝弘   | 松本孝弘・稲葉浩志・池田大介・徳永暁人 | 映画『名探偵コナン ベイカー街の亡霊』主題歌                                                                                  | 3:42  |
| 6.        | 「always」(倉木麻衣)                        | 倉木麻衣   | 大野愛果   | Cybersound                             | 映画『名探偵コナン 天国へのカウントダウン』主題歌                                                                            | 4:10  |
| 7.        | 「あなたがいるから」(小松未歩)              | 小松未歩   | 小松未歩   | 池田大介                               | 映画『名探偵コナン 瞳の中の暗殺者』主題歌                                                                                    | 4:37  |
| 8.        | 「ONE」(B'z)                                | 稲葉浩志   | 松本孝弘   | 松本孝弘・稲葉浩志                     | 映画『名探偵コナン 世紀末の魔術師』主題歌                                                                                    | 4:09  |
| 9.        | 「少女の頃に戻ったみたいに」(ZARD)          | 坂井泉水   | 大野愛果   | 池田大介                               | 映画『名探偵コナン 14番目の標的』主題歌                                                                                      | 5:10  |
| 10.       | 「Happy Birthday」(杏子)                    | スガシカオ | スガシカオ | スガシカオ・間宮工                     | 映画『名探偵コナン 時計じかけの摩天楼』主題歌                                                                                | 4:44  |
| 合計時間: | 合計時間:                                   | 合計時間:  | 合計時間:  | 合計時間:                              | 合計時間: | 45:03 |

## THE BEST OF DETECTIVE CONAN 3 〜名探偵コナン テーマ曲集3〜
『THE BEST OF DETECTIVE CONAN 3 〜名探偵コナン テーマ曲集3〜』（ザ・ベスト・オブ・ディテクティブ・コナン・スリー めいたんていコナン テーマきょくしゅうスリー）は、青山剛昌原作のテレビアニメ『名探偵コナン』のテーマ曲集第3弾。

### 概要
- 収録曲は14代目オープニングから9曲、19代目エンディングから11曲、劇場版主題歌5曲の計25曲と過去最多で、シリーズ初の2枚組。また、歌詞カードなどの構成が前作から大幅に変更され、前作までと違い、コナンやいろいろなキャラクターの絵が多く使用されている。

### 収録曲
| #         | タイトル                                                               | 作詞              | 作曲       | 編曲                         | 備考 | 時間  |
| --------- | ---------------------------------------------------------------------- | ----------------- | ---------- | ---------------------------- | --- | ----- |
| 1.        | 「翼を広げて」(ZARD)                                                   | 坂井泉水          | 織田哲郎   | 明石昌夫                     | 映画『名探偵コナン 戦慄の楽譜』主題歌                                                                                         | 4:31  |
| 2.        | 「七つの海を渡る風のように」(愛内里菜&三枝夕夏)                        | 愛内里菜&三枝夕夏 | 大野愛果   | 葉山たけし                   | 映画『名探偵コナン 紺碧の棺』主題歌                                                                                           | 3:53  |
| 3.        | 「ゆるぎないものひとつ」(B'z)                                          | 稲葉浩志          | 松本孝弘   | 稲葉浩志、松本孝弘、徳永暁人 | 映画『名探偵コナン 探偵たちの鎮魂歌』主題歌 『THE BEST OF DETECTIVE CONAN 〜The Movie Themes Collection〜』にも収録されている | 4:37  |
| 4.        | 「夏を待つセイル（帆）のように」(ZARD)                                 | 坂井泉水          | 大野愛果   | 葉山たけし                   | 映画『名探偵コナン 水平線上の陰謀』主題歌 『THE BEST OF DETECTIVE CONAN 〜The Movie Themes Collection〜』にも収録されている   | 4:33  |
| 5.        | 「Dream×Dream」(愛内里菜)                                              | 愛内里菜          | 徳永暁人   | corin.                       | 映画『名探偵コナン 銀翼の奇術師』主題歌 『THE BEST OF DETECTIVE CONAN 〜The Movie Themes Collection〜』にも収録されている     | 5:17  |
| 6.        | 「START」(愛内里菜)                                                    | 愛内里菜          | 大野愛果   | corin.                       | オープニングテーマ 2004年4月12日 - 2005年3月21日                                                                              | 4:03  |
| 7.        | 「星のかがやきよ」(ZARD)                                               | 坂井泉水          | 大野愛果   | 葉山たけし                   | オープニングテーマ 2005年4月18日 - 2005年9月12日                                                                              | 3:47  |
| 8.        | 「Growing of my heart」(倉木麻衣)                                      | 倉木麻衣          | 大野愛果   | 葉山たけし                   | オープニングテーマ 2005年10月10日 - 2005年12月19日                                                                            | 4:25  |
| 9.        | 「衝動」(B'z)                                                          | 稲葉浩志          | 松本孝弘   | 稲葉浩志、松本孝弘、徳永暁人 | オープニングテーマ 2006年1月9日 - 2006年5月8日                                                                                | 3:15  |
| 10.       | 「100もの扉」(愛内里菜&三枝夕夏（コーラス - スパークリング☆ポイント）) | 愛内里菜&三枝夕夏 | 大野克夫   | 古井弘人                     | オープニングテーマ 2006年5月15日 - 2006年11月13日                                                                             | 3:37  |
| 11.       | 「雲に乗って」(三枝夕夏 IN db)                                         | 三枝夕夏          | 三枝夕夏   | 葉山たけし                   | オープニングテーマ 2006年11月20日 - 2007年6月4日                                                                              | 4:02  |
| 12.       | 「涙のイエスタデー」(GARNET CROW)                                      | AZUKI七           | 中村由利   | 古井弘人                     | オープニングテーマ 2007年6月18日 - 2007年9月3日                                                                               | 4:40  |
| 13.       | 「グロリアス マインド」(ZARD)                                          | 坂井泉水          | 大野愛果   | 葉山たけし                   | オープニングテーマ 2007年10月15日 - 2007年12月17日                                                                            | 4:40  |
| 14.       | 「愛は暗闇の中で」(ZARD featuring Aya Kamiki)                          | 坂井泉水          | 栗林誠一郎 | 森下志音                     | オープニングテーマ 2008年1月14日 - 2008年05月19日                                                                             | 4:34  |
| 合計時間: | 合計時間:                                                              | 合計時間:         | 合計時間:  | 合計時間:                    | 合計時間: | 59:54 |

| #         | タイトル                                                    | 作詞       | 作曲      | 編曲       | 備考                                               | 時間  |
| --------- | ----------------------------------------------------------- | ---------- | --------- | ---------- | -------------------------------------------------- | ----- |
| 1.        | 「眠る君の横顔に微笑みを」(三枝夕夏 IN db)                  | 三枝夕夏   | 大野愛果  | 小澤正澄   | エンディングテーマ 2004年2月9日 - 2004年10月25日   | 4:24  |
| 2.        | 「忘れ咲き」(GARNET CROW)                                   | AZUKI七    | 中村由利  | 古井弘人   | エンディングテーマ 2004年11月1日 - 2005年5月9日    | 4:59  |
| 3.        | 「ジューンブライド 〜あなたしか見えない〜」(三枝夕夏 IN db) | 三枝夕夏   | 徳永暁人  | 徳永暁人   | エンディングテーマ 2005年5月16日 - 2005年7月11日   | 5:08  |
| 4.        | 「世界 止めて」(竹井詩織里)                                 | 竹井詩織里 | 大野愛果  | 小林哲     | エンディングテーマ 2005年7月18日 - 2005年10月17日  | 4:18  |
| 5.        | 「Thank You For Everything」(岩田さゆり)                    | 岩田さゆり | 小林正範  | 鎌田真吾   | エンディングテーマ 2005年10月24日 - 2005年12月19日 | 4:30  |
| 6.        | 「悲しいほど貴方が好き」(ZARD)                              | 坂井泉水   | 大野愛果  | 葉山たけし | エンディングテーマ 2006年1月9日 - 2006年5月8日     | 4:50  |
| 7.        | 「もう君だけを離したりはしない」(上木彩矢)                  | 上木彩矢   | 川本宗孝  | 葉山たけし | エンディングテーマ 2006年5月15日 - 2006年11月27日  | 4:17  |
| 8.        | 「白い雪」(倉木麻衣)                                        | 倉木麻衣   | 大野愛果  | 池田大介   | エンディングテーマ 2006年12月4日 - 2007年4月23日   | 4:46  |
| 9.        | 「I still believe 〜ため息〜」(滴草由実)                    | 滴草由実   | 徳永暁人  | 徳永暁人   | エンディングテーマ 2007年5月7日 - 2007年9月3日     | 4:39  |
| 10.       | 「世界はまわると言うけれど」(GARNET CROW)                   | AZUKI七    | 中村由利  | 古井弘人   | エンディングテーマ 2007年10月15日 - 2007年12月17日 | 4:42  |
| 11.       | 「雪どけのあの川の流れのように」(三枝夕夏 IN db)            | 三枝夕夏   | 三枝夕夏  | 葉山たけし | エンディングテーマ 2008年1月14日 - 2008年5月19日   | 5:05  |
| 合計時間: | 合計時間:                                                   | 合計時間:  | 合計時間: | 合計時間:  | 合計時間:                                          | 51:38 |

## THE BEST OF DETECTIVE CONAN 4 〜名探偵コナン テーマ曲集4〜
『THE BEST OF DETECTIVE CONAN 4 〜名探偵コナン テーマ曲集4〜』（ザ・ベスト・オブ・ディテクティヴ・コナン・フォー めいたんていコナン テーマきょくしゅうフォー）は、青山剛昌原作のテレビアニメ『名探偵コナン』のテーマ曲集第4弾。

### 概要
- 収録曲は、23代目オープニングから9曲と、30代目エンディングから9曲、劇場版の主題歌から3曲（うち1曲はテレビ版オープニングテーマと重複）を収録。
- 初回盤に付属しているDVDには、本作収録楽曲が使用されているオープニングとエンディングの映像が、ノンテロップで収録されている。

### 収録曲
| #         | タイトル                              | 作詞      | 作曲               | 編曲                         | 備考                                                                                   | 時間  |
| --------- | ------------------------------------- | --------- | ------------------ | ---------------------------- | -------------------------------------------------------------------------------------- | ----- |
| 1.        | 「Don't Wanna Lie」(B'z)              | 稲葉浩志  | 松本孝弘           | 松本孝弘・稲葉浩志・寺地秀行 | 映画『名探偵コナン 沈黙の15分』主題歌 オープニングテーマ 2011年4月30日 - 2011年7月30日 | 4:06  |
| 2.        | 「Over Drive」(GARNET CROW)           | AZUKI七   | 中村由利           | 古井弘人                     | 映画『名探偵コナン 天空の難破船』主題歌                                                | 4:24  |
| 3.        | 「PUZZLE」(倉木麻衣)                  | 倉木麻衣  | 望月由絵・平賀貴大 | 小澤正澄                     | 映画『名探偵コナン 漆黒の追跡者』主題歌                                                | 3:57  |
| 4.        | 「一秒ごとに Love for you」(倉木麻衣) | 倉木麻衣  | 大野愛果           | Cybersound                   | オープニングテーマ 2008年6月16日 - 2008年9月8日                                        | 3:57  |
| 5.        | 「Mysterious」(Naifu)                 | 荒神直規  | 森下志音           | 森下志音                     | オープニングテーマ 2008年10月20日 - 2008年12月22日                                     | 4:33  |
| 6.        | 「Revive」(倉木麻衣)                  | 倉木麻衣  | 大野愛果           | Miguel Sá Pessoa             | オープニングテーマ 2009年1月19日 - 2009年3月23日                                       | 4:39  |
| 7.        | 「Everlasting Luv」(BREAKERZ)         | DAIGO     | DAIGO・SHINPEI     | BREAKERZ                     | オープニングテーマ 2009年4月4日 - 2009年9月12日                                        | 3:46  |
| 8.        | 「MAGIC」(愛内里菜)                   | 愛内里菜  | 大野愛果           | 葉山たけし                   | オープニングテーマ 2009年9月19日 - 2010年1月30日                                       | 4:00  |
| 9.        | 「As the Dew」(GARNET CROW)           | AZUKI七   | 中村由利           | 古井弘人                     | オープニングテーマ 2010年2月6日 - 2010年7月31日                                        | 4:02  |
| 10.       | 「SUMMER TIME GONE」(倉木麻衣)        | 倉木麻衣  | 大野愛果           | 葉山たけし                   | オープニングテーマ 2010年8月7日 - 2010年12月25日                                       | 4:18  |
| 11.       | 「tear drops」(Caos Caos Caos)        | 白石乃梨  | 大野愛果           | 葉山たけし                   | オープニングテーマ 2011年1月8日 - 2011年4月23日                                        | 4:08  |
| 合計時間: | 合計時間:                             | 合計時間: | 合計時間:          | 合計時間:                    | 合計時間:                                                                              | 45:50 |

| #         | タイトル                                                    | 作詞                  | 作曲      | 編曲                           | 備考                                               | 時間  |
| --------- | ----------------------------------------------------------- | --------------------- | --------- | ------------------------------ | -------------------------------------------------- | ----- |
| 1.        | 「Summer Memories」(上木彩矢)                               | 上木彩矢              | 大野愛果  | 岡本仁志                       | エンディングテーマ 2008年6月16日 - 2008年9月8日    | 5:38  |
| 2.        | 「GO YOUR OWN WAY」(滴草由実)                               | 滴草由実              | 後藤康二  | Double S & MissTy              | エンディングテーマ 2008年10月20日 - 2008年12月22日 | 4:03  |
| 3.        | 「恋心 輝きながら」(Naifu)                                  | 荒神直規              | 森下志音  | 森下志音                       | エンディングテーマ 2009年1月19日 - 2009年3月23日   | 4:06  |
| 4.        | 「Doing all right」(GARNET CROW)                            | AZUKI七               | 中村由利  | 古井弘人                       | エンディングテーマ 2009年4月4日 - 2009年7月4日     | 5:06  |
| 5.        | 「光」(BREAKERZ)                                            | DAIGO                 | DAIGO     | BREAKERZ                       | エンディングテーマ 2009年7月11日 - 2009年12月26日  | 5:46  |
| 6.        | 「Hello Mr. my yesterday」(Hundred Percent Free)            | Tack・Ko-KI・L(R)UCCA | 藤本貴則  | 寺地秀行・Hundred Percent Free | エンディングテーマ 2010年1月9日 - 2010年9月11日    | 4:32  |
| 7.        | 「Tomorrow is the last Time」(倉木麻衣)                     | 倉木麻衣              | 大野愛果  | 葉山たけし                     | エンディングテーマ 2010年9月18日 - 2010年12月25日  | 4:00  |
| 8.        | 「十五夜クライシス 〜君に逢いたい〜」(Hundred Percent Free) | Tack・Ko-KI・L(R)UCCA | SIG       | 寺地秀行・Hundred Percent Free | エンディングテーマ 2011年1月8日 - 2011年3月26日    | 3:42  |
| 9.        | 「月夜の悪戯の魔法」(BREAKERZ)                              | DAIGO                 | AKIHIDE   | BREAKERZ                       | エンディングテーマ 2011年4月2日 - 2011年7月30日    | 4:49  |
| 合計時間: | 合計時間:                                                   | 合計時間:             | 合計時間: | 合計時間:                      | 合計時間:                                          | 41:42 |

## THE BEST OF DETECTIVE CONAN 5 〜名探偵コナン テーマ曲集5〜
『THE BEST OF DETECTIVE CONAN 5 〜名探偵コナン テーマ曲集5〜』（ザ・ベスト・オブ・ディテクティヴ・コナン・ファイヴ めいたんていコナン テーマきょくしゅうファイヴ）は、青山剛昌原作のテレビアニメ『名探偵コナン』のテーマ曲集第5弾。

### 概要
- 収録曲は、32代目オープニングから7曲と、39代目エンディングから9曲を収録。しかし、これまでのテーマ曲集とは異なり、映画主題歌は一切収録されていない[注釈 4]。また2014年時点でのオープニング「DYNAMITE」とエンディング「無敵なハート」は、本作には収録されず、次作に収録された。
- 初回盤に付属しているDVDには、本作収録楽曲が使用されているオープニングとエンディングの映像が、ノンテロップで収録されている。
- オリコンデイリーチャートでは5位に初登場し、翌日には2位にランクアップ。そして初動1.2万枚を記録し、オリコンウィークリーチャートで2位に入った。

### 収録曲
| #         | タイトル                                           | 作詞                    | 作曲             | 編曲                         | 備考                                              | 時間  |
| --------- | -------------------------------------------------- | ----------------------- | ---------------- | ---------------------------- | ------------------------------------------------- | ----- |
| 1.        | 「Greed」(KNOCK OUT MONKEY)                        | w-shun                  | KNOCK OUT MONKEY | 大島こうすけ                 | オープニングテーマ 2014年6月28日 - 2014年10月25日 | 3:49  |
| 2.        | 「Butterfly Core」(VALSHE)                         | VALSHE                  | minato           | 齋藤真也                     | オープニングテーマ 2013年11月16日 - 2014年6月21日 | 4:21  |
| 3.        | 「Q&A」(B'z)                                       | 稲葉浩志                | 松本孝弘         | 稲葉浩志、松本孝弘、寺地秀行 | オープニングテーマ 2013年5月4日 - 2013年11月9日   | 4:16  |
| 4.        | 「TRY AGAIN」(倉木麻衣)                            | 倉木麻衣                | 徳永暁人         | Cybersound                   | オープニングテーマ 2013年1月5日 - 2013年4月27日   | 4:30  |
| 5.        | 「君の涙にこんなに恋してる」(なついろ)             | 奥野夏夕                | 大野愛果         | 葉山たけし                   | オープニングテーマ 2012年8月4日 - 2012年12月29日  | 4:44  |
| 6.        | 「Miss Mystery」(BREAKERZ)                         | DAIGO                   | DAIGO            | BREAKERZ                     | オープニングテーマ 2012年1月7日 - 2012年7月28日   | 3:47  |
| 7.        | 「Misty Mystery」(GARNET CROW)                     | AZUKI七                 | 中村由利         | 古井弘人                     | オープニングテーマ 2011年8月6日 - 2011年12月24日  | 4:20  |
| 8.        | 「RAIN MAN」(AKIHIDE)                              | AKIHIDE                 | AKIHIDE          | AKIHIDE                      | エンディングテーマ 2014年5月3日 - 2014年8月9日    | 5:38  |
| 9.        | 「いま逢いたくて…」(DAIGO)                         | DAIGO                   | DAIGO            | 宅見将典                     | エンディングテーマ 2013年12月14日 - 2014年4月26日 | 5:11  |
| 10.       | 「君の笑顔がなによりも好きだった」(Chicago Poodle) | 辻本健司、山口教仁、+DN | 花沢耕太         | 岩倉さとし                   | エンディングテーマ 2013年8月10日 - 2013年12月7日  | 4:33  |
| 11.       | 「瞳のメロディ」(BOYFRIEND)                        | La Terre                | K&K Factory      | 宗像仁志                     | エンディングテーマ 2013年2月16日 - 2013年8月3日   | 5:02  |
| 12.       | 「恋に恋して」(倉木麻衣)                           | 倉木麻衣、GIORGIO 13    | GIORGIO CANCEMI  | Cybersound                   | エンディングテーマ 2012年9月1日 - 2013年2月9日    | 4:13  |
| 13.       | 「オーバーライト」(BREAKERZ)                       | DAIGO                   | AKIHIDE          | BREAKERZ                     | エンディングテーマ 2012年5月5日 - 2012年7月28日   | 4:43  |
| 14.       | 「悲しいほど 今日の夕陽 きれいだね」(grram)        | 氷水千晶                | 徳永暁人         | 岡本仁志                     | エンディングテーマ 2012年2月4日 - 2012年4月28日   | 3:52  |
| 15.       | 「Your Best Friend」(倉木麻衣)                     | 倉木麻衣、GIORGIO 13    | GIORGIO CANCEMI  | GIORGIO CANCEMI              | エンディングテーマ 2011年9月3日 - 2012年1月28日   | 5:53  |
| 16.       | 「ピルグリム」(B'z)                                | 稲葉浩志                | 松本孝弘         | 松本孝弘・稲葉浩志・寺地秀行 | エンディングテーマ 2011年8月6日 - 2011年8月27日   | 4:00  |
| 合計時間: | 合計時間:                                          | 合計時間:               | 合計時間:        | 合計時間:                    | 合計時間:                                         | 72:52 |

## THE BEST OF DETECTIVE CONAN 6 〜名探偵コナン テーマ曲集6〜
『THE BEST OF DETECTIVE CONAN 6 〜名探偵コナン テーマ曲集6〜』（ザ・ベスト・オブ・ディテクティヴ・コナン・シックス めいたんていコナン テーマきょくしゅうシックス）は、青山剛昌原作のテレビアニメ『名探偵コナン』のテーマ曲集第6弾。

### 概要
- テーマ曲集としては前作より約5年半ぶりの発売となった[12][13][14]。
- 本作は、39代目オープニングから13曲を収録したDISC 1と、48代目エンディングから14曲を収録したDISC 2を収録した2枚組となっている[12][15]。劇場版第20作の主題歌「世界はあなたの色になる」（B'z）[注釈 5]と劇場版第21作の主題歌「渡月橋 〜君 想ふ〜」（倉木麻衣）[注釈 6]を除き、前作と同様に映画主題歌は収録されていない[注釈 7]。なお、WANDSの「真っ赤なLip」とSARD UNDERGROUNDの「少しづつ 少しづつ」は、シングルバージョンではなく、TVサイズ版で収録された。
- 初回限定盤には「名探偵コナン スペシャル・コンサート2020-2021」に抽選で3会場合計50組100名に当たる応募シリアルナンバーとアクリルスタンド （オリジナル描き下ろしジャケットデザイン仕様）が同封されている。

### 収録曲
| #   | タイトル                                    | 作詞          | 作曲                                    | 編曲                       | 備考                                                               |
| --- | ------------------------------------------- | ------------- | --------------------------------------- | -------------------------- | ------------------------------------------------------------------ |
| 1.  | 「DYNAMITE」(倉木麻衣)                      | 倉木麻衣      | Tesung Kim Coach&Sendo Katerina Bramley | Coach&Sendo                | オープニングテーマ （2014年11月1日 - 2015年3月28日）               |
| 2.  | 「WE GO」(BREAKERZ)                         | DAIGO         | DAIGO                                   | BREAKERZ 宅見将典          | オープニングテーマ （2015年4月18日 - 8月15日）                     |
| 3.  | 「謎」(La PomPon)                           | 小松未歩      | 小松未歩                                | 小澤正澄                   | オープニングテーマ （2015年9月5日 - 12月12日）                     |
| 4.  | 「羽」(稲葉浩志)                            | 稲葉浩志      | 稲葉浩志                                | 稲葉浩志 徳永暁人          | オープニングテーマ （2016年1月9日 - 5月7日）                       |
| 5.  | 「世界はあなたの色になる」(B'z)             | 稲葉浩志      | 松本孝弘                                | 松本孝弘 稲葉浩志 寺地秀行 | オープニングテーマ （2016年5月14日 - 12月24日） 劇場版第20作主題歌 |
| 6.  | 「幾千の迷宮で 幾千の謎を解いて」(BREAKERZ) | DAIGO         | AKIHIDE                                 | BREAKERZ                   | オープニングテーマ （2017年1月7日 - 7月29日）                      |
| 7.  | 「Lie,Lie,Lie,」(大黒摩季)                  | 大黒摩季      | 大黒摩季                                | Rockin' MaMa               | オープニングテーマ （2017年8月5日 - 12月23日）                     |
| 8.  | 「Everything OK!!」(Cellchrome)             | 陽介          | 山口篤                                  | 中谷信行 小田桐ゆうき      | オープニングテーマ （2018年1月6日 - 5月19日）                      |
| 9.  | 「カウントダウン」(NormCore)                | Fümi まふまふ | まふまふ                                |                            | オープニングテーマ （2018年5月26日 - 9月29日）                     |
| 10. | 「タイムライン」(dps)                       | 安井剛志      | 川村篤史                                | 森丘直樹                   | オープニングテーマ （2018年10月6日 - 12月22日）                    |
| 11. | 「薔薇色の人生」(倉木麻衣)                  | 倉木麻衣      | 中村泰輔                                | 中村泰輔                   | オープニングテーマ （2019年1月5日 - 5月11日）                      |
| 12. | 「ANSWER」(Only this time)                  | 宮川大聖      | 宮川大聖                                | Nob from MY FIRST STORY    | オープニングテーマ （2019年6月1日 - 12月21日）                     |
| 13. | 「真っ赤なLip (TV size)」(WANDS)            | 上原大史      | 大島こうすけ                            | 大島こうすけ               | オープニングテーマ （2020年1月4日 - 9月26日）                      |

| #   | タイトル                                                              | 作詞          | 作曲                     | 編曲                     | 備考                                                                                    |
| --- | --------------------------------------------------------------------- | ------------- | ------------------------ | ------------------------ | --------------------------------------------------------------------------------------- |
| 1.  | 「無敵なハート」(倉木麻衣)                                            | 倉木麻衣      | 平賀貴大 望月由絵        | 佐藤俊 田尻尋一          | エンディングテーマ （2014年9月6日 - 12月13日）                                          |
| 2.  | 「君への嘘」(VALSHE)                                                  | VALSHE        | doriko                   |                          | エンディングテーマ （2015年1月3日 - 12月12日）                                          |
| 3.  | 「運命のルーレット廻して」(La PomPon)                                 | 坂井泉水      | 栗林誠一郎               | 池田大介                 | エンディングテーマ （2016年1月9日 - 3月12日）                                           |
| 4.  | 「ふたりの秒針」(焚吐)                                                | 焚吐          | 焚吐                     | 橘井健一                 | エンディングテーマ （2016年4月16日 - 7月23日）                                          |
| 5.  | 「SAWAGE☆LIFE」(倉木麻衣)                                             | 倉木麻衣      | Alaina Beaton Bobby Huff |                          | エンディングテーマ （2016年7月30日 - 12月10日）                                         |
| 6.  | 「YESTERDAY LOVE」(倉木麻衣)                                          | 倉木麻衣      | 久保田敬也 長戸大幸      | 鶴澤夢人 長戸大幸        | エンディングテーマ （2016年12月17日 - 2017年6月24日）                                   |
| 7.  | 「夢物語」(BREAKERZ)                                                  | DAIGO         | AKIHIDE                  | BREAKERZ                 | エンディングテーマ （2017年7月8日 - 9月30日）                                           |
| 8.  | 「渡月橋 〜君 想ふ〜」(倉木麻衣)                                      | 倉木麻衣      | 徳永暁人                 | 徳永暁人                 | エンディングテーマ （2017年10月7日 - 12月23日） 映画『名探偵コナン から紅の恋歌』主題歌 |
| 9.  | 「神風エクスプレス」(焚吐×みやかわくん)                               | 焚吐          | 焚吐+みやかわくん        | 薮崎太郎                 | エンディングテーマ （2018年1月6日 - 7月21日）                                           |
| 10. | 「さだめ」(First place)                                               | 杉山勝彦      | 杉山勝彦                 | 杉山勝彦 三谷秀甫 谷地学 | エンディングテーマ （2018年7月28日 - 9月22日）                                          |
| 11. | 「Aozolighter」(Cellchrome)                                           | 陽介 川浦正大 | 川浦正大                 | 大西省吾                 | エンディングテーマ （2019年1月5日 - 5月11日）                                           |
| 12. | 「きみと恋のままで終われない いつも夢のままじゃいられない」(倉木麻衣) | 倉木麻衣      | 中村泰輔                 | 中村泰輔                 | エンディングテーマ （2019年1月12日 - 8月17日）                                          |
| 13. | 「Sissy Sky」(宮川愛李)                                               | aireen        | 秋浦智裕                 | 秋浦智裕 宮崎裕介        | エンディングテーマ （2019年8月31日 - 12月21日）                                         |
| 14. | 「少しづつ 少しづつ (TV size)」(SARD UNDERGROUND)                     | 坂井泉水      | 大野愛果                 | 鶴澤夢人 長戸大幸        | エンディングテーマ （2020年1月4日 - 7月25日）                                           |